# Doxocopa subtuniformis
Doxocopa subtuniformis är en fjärilsart som beskrevs av Otto Staudinger och Johannes Karl Max Röber 1916. Doxocopa subtuniformis ingår i släktet Doxocopa och familjen praktfjärilar. Inga underarter finns listade i Catalogue of Life.